# Соколов, Иван Дмитриевич
Ива́н Дми́триевич Соколо́в (1812—1873) — математик, декан физико-математического факультета Харьковского университета (1845—1858), заслуженный профессор и ректор Новороссийского университета (1865—1869), доктор философии (1839); действительный статский советник.

## Биография
Происходил из духовного сословия. Родился в 1812 году в Новоржевском уезде Псковской губернии.
В 1829 году окончил Псковскую гимназию и поступил в Главный педагогический институт в Санкт-Петербурге, который окончил в 1835 году. Был учеником и последователем выдающегося российского математика академика М. В. Остроградского. Ещё обучаясь в институте, он поместил несколько статей по математике в издававшемся тогда Энциклопедическом лексиконе А. А. Плюшара и написал прибавление к переводу алгебры Бурдона, заключавшее в себе «краткое изложение способов решения численных уравнений». Кроме того в течение двух лет, под руководством академика Тарханова, занимался «вычислением восхождений и захождений солнца» для академического календаря. По окончании курса, с 20 января 1836 года был назначен учителем, но в том же году командирован для совершенствованияо образования за границу. В течение двух лет слушал в Кёнисберге лекции по математике и механике — у К. Якоби, по астрономии — у Ф. Бесселя, по физике — у Ф. Неймана и Мозера. В это время он представил в Академию наук свою работу: «Note sur la difraction de la lumière», напечатанную в «Bulletin scientifique publié par l'Académie Impériale des sciences de S. Pétersbourg» (Т. IV. — № 84. — С. 179). 
В 1838/1839 уч. году преподавал геометрию в Главном педагогическом институте; в 1839 году в Петербургском университете защитил диссертацию на степень доктора философии «О наименьших и наибольшей величинах простых определенных интегралов». С 22 декабря 1839 года — адъюнкт кафедры прикладной математики Харьковского университета; одновременно, с 1840 года преподавал математику в Харьковском педагогическом институте, а с 1841 года ежегодно читал публичные лекции по механике. С 17 февраля 1840 года по 2 апреля 1843 года был секретарем Харьковского университета; 27 февраля 1841 года стал экстраординарным профессором, а 7 мая 1843 года —  ординарным профессором кафедры прикладной математики. Преподавал курсы геометрии, статики, динамики материальной точки, общей теории движения.
С 1 декабря 1845 года по 1 января 1858 года занимал должность декана физико-математического факультета Харьковского университета.
1859—1863 гг. — преподает курс начертательной геометрии теории теней и перспектив в Харьковском университете.
1860 г. — издал книгу «Динамика» в двух частях.
В 1865 году получил звание заслуженного профессора и с 13 мая занял должность ректора вновь созданного Новороссийского университета. Также читал в нём лекции по теоретической механике студентам III и IV курсов. Первый учебный год преподавал также алгебру, а с 1868 года — прикладную механику.
В 1866—1867 годах исполнял обязанности попечителя Одесского учебного округа. В 1869 году стал член-корреспондентом Московского математического общества и стал помощником  попечителя Казанского учебного округа.
Умер в 1873 году в Казани; похоронен на Казанском городском кладбище.

## Научная деятельность
С самого начала своей педагогической деятельности в Харьковском университете И. Д. Соколов преподает курс механики, а далее в течение 25 лет обеспечивает высокий уровень преподавания этого предмета. По собственным разработкам он читал еще и курсы гидростатики, гидродинамики, теории машин.
Будучи прекрасным лектором, всегда старался обеспечить качественными учебниками и вносить новое в учебный процесс. Учебники профессора Соколова по тригонометрии и динамики выдержали четыре переиздания.
Основные направления научной деятельности И. Д. Соколова — вариационное исчисление и аналитическая механика. В работе «Исследование Некоторых предметов, относящихся к вариационному исчисления» (1842), которая содержала и результаты его докторской диссертации, исследовались достаточные условия решений вариационных задач и она впервые знакомила ученых России с этим кругом вопросов.
В области аналитической механики он обобщил некоторые результаты известного французского математика Ж. Л. Лагранжа, которые были связаны с варьированием движения и принципу наименьшего действия.
Интенсивная научная деятельность математика, заслуженного ординарного профессора И. Д. Соколова приходится на харьковский период, так как в Одессе обязанности ректора вновь университета и попечителя учебного округа занимают у него много времени.